# Elliott Crosset Hove
Elliott Todd Crosset Hove (Copenaghen, 18 marzo 1988) è un attore danese.

## Biografia
Figlio dell'attore Anders Hove e della ballerina Ann Thayer Crosset, è cresciuto a Los Angeles, dove il padre recitava nella soap opera General Hospital. Si è diplomato alla scuola nazionale di teatro e danza contemporanea della Danimarca nel 2015, per poi intraprendere la carriera di attore.
Ha vinto il Pardo per la miglior interpretazione maschile al Festival di Locarno e il Premio Robert per il suo ruolo da protagonista nel film Vinterbrødre (2017). Nel 2019 è stato riconosciuto con lo Shooting Stars Award al Festival di Berlino come uno degli attori europei più promettenti dai 16 ai 32 anni, mentre nel 2022 ha ricevuto la prima candidatura all'European Film Awards per il miglior attore per la sua interpretazione in Godland - Nella terra di Dio.

## Filmografia parziale

### Cinema
- Vinterbrødre, regia di Hlynur Pálmason (2017)
- Paziente 64 - Il giallo dell'isola dimenticata (Journal 64), regia di Christoffer Boe (2018)
- Godland - Nella terra di Dio (Vanskabte land), regia di Hlynur Pálmason (2022)
- Den store stilhed, regia di Katrine Brocks (2022)

### Televisione
- The Bridge - La serie originale (Bron/Broen) – serie TV, 7 episodi (2018)
- L'uomo delle castagne (Kastanjemanden) – serie TV, episodi 1x02-1x04-1x06 (2021)

## Riconoscimenti
- Festival di Berlino
  - 2019 – Shooting Stars Award (Danimarca)
- Festival di Locarno
  - 2017 – Pardo per la miglior interpretazione maschile per Vinterbrødre
- European Film Awards
  - 2022 - Candidatura al miglior attore per Godland - Nella terra di Dio
- Premio Robert
  - 2016 – Candidatura al miglior attore non protagonista per I blodet
  - 2016 – Candidatura al miglior attore non protagonista per Forældre
  - 2018 – Miglior attore per Vinterbrødre
  - 2019 – Candidatura al miglior attore non protagonista televisivo per The Bridge - La serie originale
  - 2020 – Candidatura al miglior attore non protagonista per Før frosten
  - 2021 – Candidatura al miglior attore non protagonista per Kød & blod
  - 2024 – Candidatura al miglior attore non protagonista per Den store stilhed
- Premio Bodil
  - 2017 – Candidatura al miglior attore non protagonista per I blodet
  - 2018 – Candidatura al miglior attore per Vinterbrødre
  - 2023 – Miglior attore per Godland - Nella terra di Dio
  - 2024 – Miglior attore non protagonista per Den store stilhed
- Premio Edda
  - 2018 – Candidatura al miglior attore per Vinterbrødre

## Doppiatori italiani
Nelle versioni in italiano dei suoi film e serie televisive, Elliott Crosset Hove è stato doppiato da:
- Dimitri Winter in Paziente 64 - Il giallo dell'isola dimenticata
- Raffaele Proietti in Godland - Nella terra di Dio